# Normando (raza bovina)

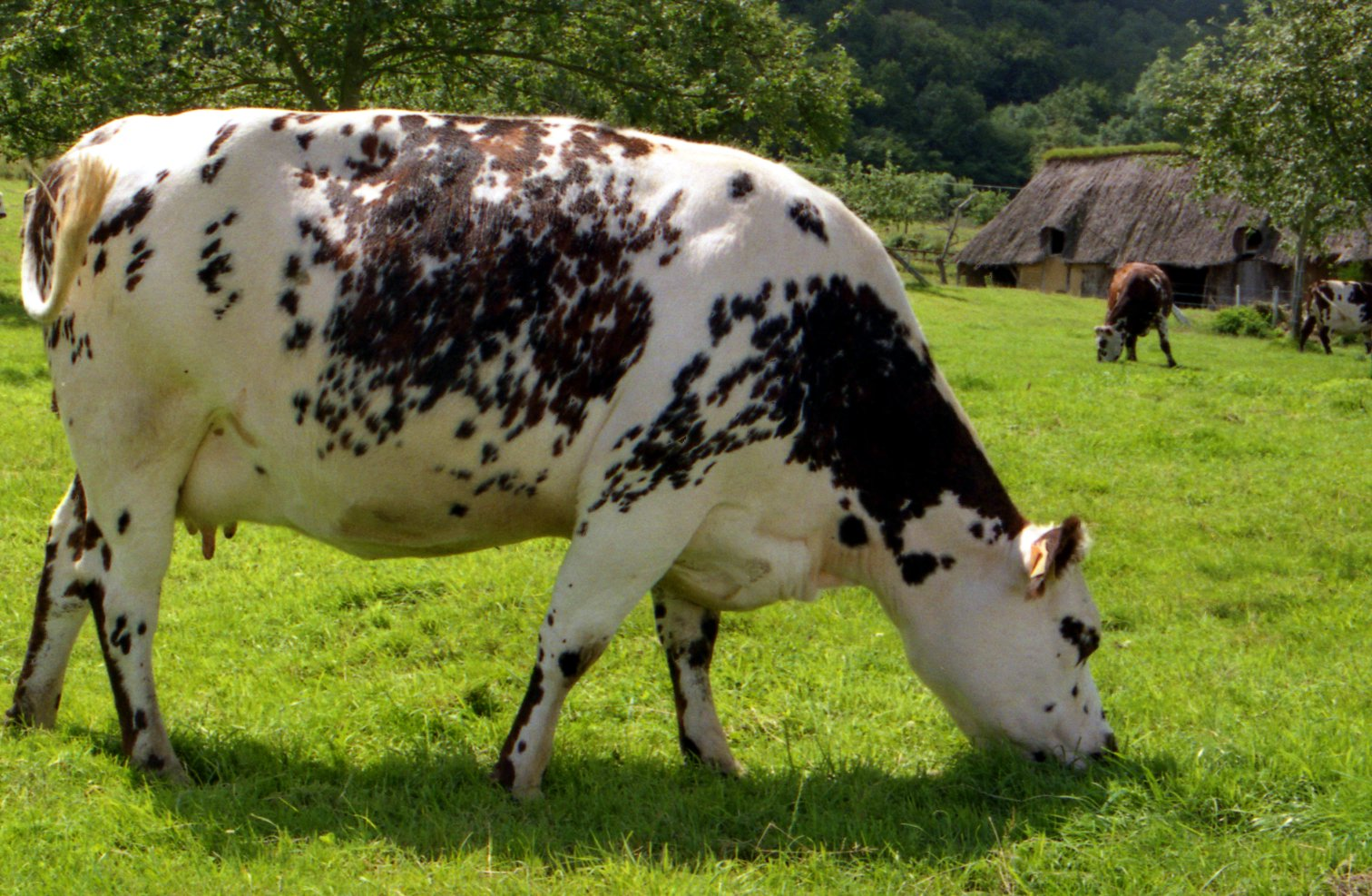
Vacas normandas

El Normando es una raza de ganado lechero de la región de Normandía en el noroeste de Francia. Es criado principalmente por su leche, la cual tiene un alto contenido de grasa y la hace ideal para fabricar mantequilla y queso, pero también por su carne, que es amarmolada y de buen sabor. Es una raza mundial:  ha sido exportada a muchos países y está presente en todos los  continentes.

## Historia
El Normando es originario de Normandía a principios del siglo XIX. Resultado de cruce de las razas lecheras locales que incluyen el Augeronne, el Cauchoise y el Cotentine (todos extintos) con animales de raza Durham (más tarde conocido como el Shorthorn), los cuales se importaron de Inglaterra desde 1836. La población francesa del Alderney la raza fue también absorbida en el Normando.: 192  En 1883 se inició un registro de raza. Las pruebas de rendimiento para toros se introdujeron en 1952.: 262 
El Normando es una raza significativa en Francia. En 1960 habían algo más de 4.5 millones de cabezas, representando cerca de una cuarta parte del rebaño.: 262  En 2005 el número total en Francia se estimó en aproximadamente 2.1 millones.
El Normando ha sido exportado a muchos países y está presente en todos los  continentes. Las exportaciones a América del Sur empezaron en 1877. Colombia tiene la población más grande de ganado Normando aparte de Francia, se reportan cerca de 380,000. En Brasil, donde el Normando fue importado por primera vez en 1923, ha sido cruzado con ganado cebuino para crear un híbrido, el Normanzu.: 139 

## Características
El Normando es un animal de gran tamaño: las vacas por lo general pesan 700–800 kg, y los toros hasta 1100 kg. El pelaje es generalmente de color rojo-ruano o moteado, pero también puede ser de color negro-ruano o rubia. La cabeza es a menudo blanca, y el contorno de los ojos es generalmente oscuro, dando una apariencia a un "oso de anteojos". La piel es blanca y el hocico es de color oscuro.
El normando es un animal longevo y se cría fácilmente. En Normandía se suele mantener sobre hierba, pero se adapta bien a otros entornos. Tiene buena resistencia a la luz solar y al calor y la altitud extrema. Se adapta bien al ordeño mecánico.

## Uso
El Normando es una raza lechera de doble propósito, criada principalmente por su leche. El rendimiento anual es de 6595 litros  en una lactancia de 316 días. La leche tiene 4.4% de grasa y 3.6% de proteína.  Es especialmente para hacer mantequilla y queso. La carne tiene un buen sabor bueno y está amarmolada con grasa.